# Юдицкий, Эдмунд Станиславович
Эдму́нд Станисла́вович Юди́цкий (около 1838, Глуск — 1908, Москва) — российский архитектор польского происхождения, один из видных мастеров московского модерна.

## Биография
Э. С. Юдицкий родился около 1838 года в Глуске в семье военного офицера, Станислава Юдицкого, сына известного генерал-поручика польских войск и кавалера Мальтийского ордена Иосифа Юдицкого. Техник архитектуры, имевший в Москве обширную архитектурную практику. Работал в стилях модерн и классицизм. В 1892 году являлся членом Совета римско-католической церкви.
Проживал вместе с сыном Игнатием в Москве, Петровка, дом Коровина. Умер в 1908 году, похоронен на католическом кладбище в Москве.

## Постройки в Москве

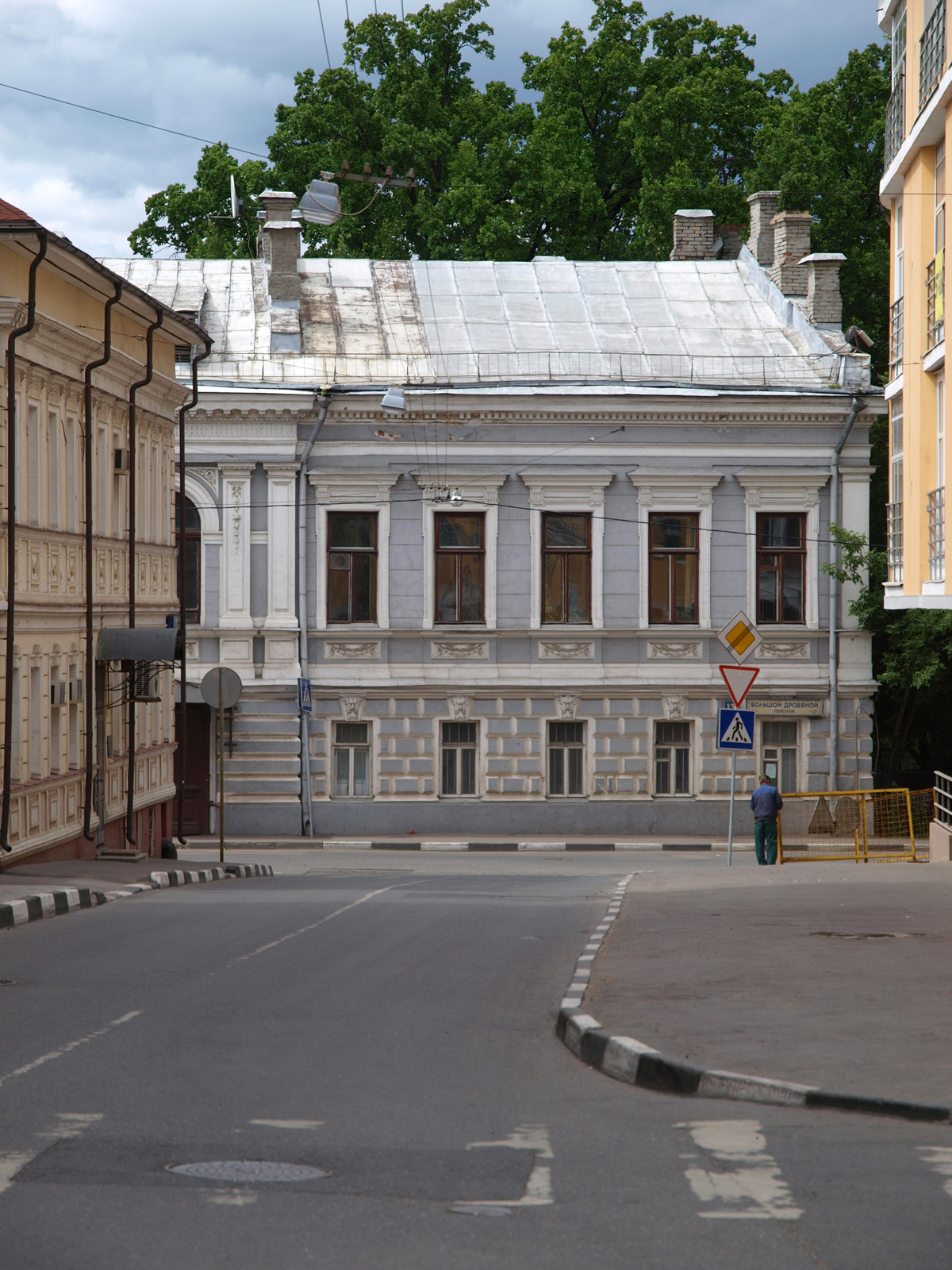
Городская усадьба Татарниковых

- 1891 — Доходный дом А. Г. Толмачёвой, совместно с Б. В. Фрейденбергом, Камергерский переулок, 1[сн 1];
- 1892 — Городская усадьба, Большой Ордынский переулок, 4, стр. 2[2];
- 1894—1895 — Городская усадьба Татарниковых (О. Татарниковой), Аристарховский переулок, 7/13 стр. 1 и 3 — Большой Дровяной переулок, 13/7, объект культурного наследия регионального значения[2];
- 1896 — Особняк Н. Г. Зимина, Дегтярный переулок, 8;
- 1898 — Перестройка дома, Малая Дмитровка, 9;
- 1899—1900 — Доходный дом Р. А. фон Кольбе, Маросейка, 10;
- 1901 — Доходный дом Ивановых — жилой дом, Хитровский переулок, 3/1, стр. 1;
- 1902—1903 — Дом Московского общества анилиновых производств (пристройка), Большая Семёновская улица;
- 1902—1903 — Доходный дом И. Д. Пигита, совместно с А. И. Милковым, Большая Садовая, 10;
- 1904 — Доходный дом Б. М. Катлама, Улица Красная Пресня, 28;
- 1907 — Перестройка библиотеки при польском костёле, Милютинский переулок, 18;
- 1913 — Доходный дом, улица Радио, ?[3].

### Сноски
1. ↑  Здесь и далее проекты и постройки даны в хронологическом порядке по М. В. Нащокиной, с необходимыми дополнениями и уточнениями.